# Оптический прицел
Оптический прицел — оптический прибор, предназначенный для точной наводки оружия на цель. Может быть также использован для наблюдения за местностью и для аналитического расчёта расстояний до предметов (если известны их размеры).

## История
Датой изобретения телескопа (прообраза современного оптического прицела) считают 1608 год, когда голландский очковый мастер Иоанн Липперсгей продемонстрировал своё изобретение в Гааге. Тем не менее в выдаче патента на телескоп ему было отказано, поскольку другие мастера, в частности Захарий Янсен из Мидделбурга и Якоб Метиус из Алкмара, уже обладали экземплярами подзорных труб, а последний вскоре после Липперсгея подал в Генеральные штаты (голландский парламент) запрос на патент. Позднейшие исследования показали, что подзорные трубы были известны ещё в 1605 году.
В 1745 году первый в мире оптический прицел изобрёл русский учёный-механик Андрей Константинович Нартов, работавший в 1744—1746 годах по Артиллерийскому ведомству. В 1745 году им был представлен «Инструмент математический с перспективною зрительною трубкою, с прочими к тому принадлежностями и ватерпасом для скорого навождения из батареи или с грунта земли по показанному месту в цель горизонтально и по олевации».
В 1850 году И. Порро применил на телескопах «обращающиеся» призмы. Затем призматическую коленчатую трубу усовершенствовал Э. Аббе, и затем — К.Цейс в Германии. Ружейные телескопы с 1860-х годов получили значительное применение на охотничьем нарезном оружии за границей, и очень небольшое — на военных винтовках. Первое применение винтовки с оптическим прицелом нашли во время гражданской войны в США (1861—1865 гг.), где командиром первых стрелков-снайперов был полковник Х. Бердан, будущий американский изобретатель. В дальнейшем первые нерегулируемые телескопы, имеющие большую длину до 80 см (и более), постепенно совершенствовались за границей, к концу 19-го века в телескопах были устроены установки прицелов по расстоянию (высотный лимб), улучшена оптика и усовершенствованны узлы.
В 1880 году Август Фидлер из Штронсдорфа (Австро-Венгрия) создал современный тип оптического прицела. Некоторое значение оптические прицелы имели в англо-бурской войне 1899—1902 годов. Только во время первой мировой войны в связи с новой тактикой ведения боя, введённой иностранными военными специалистами, развитие снайпинга и распространение оптических прицелов пошло быстрыми шагами.
До 30 % потерь японских войск в ходе битвы за Окинаву приписывают меткой стрельбе американских стрелков, оснащённых оптическими прицелами.
В 1949 году Фредерик Калес изобрёл оптический прицел с переменной кратностью увеличения. В 1972 году компания «Калес» патентует многослойное просветление оптики. Увеличение (кратность) оптических прицелов составляет от 2Х до 20Х. Светосила, или ясность изображения оптических прицелов, должна составлять не менее 36, при этом ещё в начале XX века светосила прицелов могла составлять 100 и более. Переменные кратность и светосила в оптических прицелах позволяют увеличивать светосилу путём уменьшения кратности. Первый способ изменения кратности и светосилы изобрел Ляпорт, а затем способ значительно усовершенствовали фирмы «Гер» и «Цейс». В настоящее время существует множество оптических прицелов с переменным увеличением и изменением светосилы. Поле зрения, или кругозор оптических прицелов, может быть различным в зависимости от назначения и обычно бывает от 2,5° при десятикратном увеличении до более чем 20° при двукратном увеличении. Глазное расстояние на винтовках с большой отдачей составляет около 8 см, на винтовках с ничтожной отдачей, например калибра 5,6 мм бокового огня, может уменьшаться до 2-3 см. Прицельные приспособления оптических прицелов сначала состояли из двух тонких нитей, перекрещивающихся под прямым углом.
В 1953 году электронный оптический прицел был принят на вооружение Армии США для вооружения марксманов, — впервые со времени изобретения оптический прицел появился в каждом пехотном отделении.
Современные оптические прицелы позволяют перемещать глаз вдоль оптической оси окуляра и в сторону от неё до 4 мм без параллактической ошибки в прицеливании. Современные оптические прицелы имеют для установок по горизонтали суппорт или боковой лимб. Такие приспособления были изобретены фирмами «Коллят», «Буш», «Цейс» и др. Масса и габариты оптических прицелов с начала XX века изменились несущественно: масса современных прицелов ограничена диапазоном 150—900 г (коррелирует со стойкостью к отдаче), а длина лежит в пределах 200—500 мм.

## Устройство
Объектив — система из двух (или более) линз. Чем больше диаметр объектива, тем больше он собирает света и обеспечивает большую светосилу прицела и яркую «картинку» поля зрения.
Входная (наружная) линза объектива обычно имеет специальное просветляющее покрытие, наносимое напылением или другим методом. Для стороннего наблюдателя оно может казаться оранжевым, изумрудно-зелёным, голубым или фиолетовым в зависимости от использованных материалов. Обработанное таким образом стекло лучше пропускает свет, за счёт чего объектив прицела формирует более контрастное и светлое изображение.
Оборачивающая система — обычно линзовая, служит для превращения перевёрнутого изображения, создаваемого объективом, в прямое.
Прицельная сетка — предназначена для точного наведения на цель оружия, на котором установлен прицел.
Прицельная сетка располагается в одной из фокальных плоскостей прицела (объективной или окулярной), и поэтому изображение цели и прицельная сетка как бы находятся в одной плоскости и видны глазу одинаково резко. В самом простом случае прицельная сетка выглядит как крест или полукрест и выполнена из проволочек или получена путём травления рисунка на прочной металлической фольге, размещённой внутри втулки. Рисунок прицельной сетки может иметь различную конфигурацию и нанесён на прозрачную пластину внутри оборачивающей системы или прямо на линзу. Помимо перекрестья, некоторые прицелы имеют дальномерную шкалу, позволяющую рассчитать расстояние до цели, если известны её размеры. Главное преимущество оптического прицела перед обычным, механическим — не нужно постоянно перефокусировать глаз, чтобы совместить на одной линии и чётко видеть цель, мушку и прорезь целика при прицеливании, что позволяет видеть прицельную сетку и цель одновременно и одинаково четко.
Окуляр — представляет собой многолинзовую конструкцию и предназначен для рассматривания увеличенного прямого изображения цели и прицельной сетки. Фокусное расстояние обычно равно 50…70 мм для винтовочных прицелов и более 300 мм — для пистолетных. Чтобы быстро и точно зафиксировать положение глаза в зоне полной видимости поля зрения прицела, а также избежать бликов и засветок на линзе, на окуляр часто надевают резиновый наглазник. Окуляры прицелов обычно имеют диоптрийное кольцо для подстройки окуляра под зрение стрелка.
Удаление выходного зрачка. Важнейшей характеристикой и тактического, и охотничьего оптического прицела является удаление (вынос) выходного зрачка. Чтобы обезопасить глаз стрелка при стрельбе дробью и во время мощной отдачи от выстрела следует выбирать прицелы с выносом зрачка не менее 60 мм. Минимально допустимая нижняя граница выноса для стрелкового прицела — 40 мм.
Механизм ввода вертикальных и горизонтальных поправок — служит для пристрелки оружия и совмещения центра прицельной сетки с точкой попадания пули. Прицел может иметь одну из разновидностей механизма ввода поправок — постоянную — вращение барабанчиков происходит однократно при пристрелке оружия под конкретный боеприпас, после чего дальнейшее вращение барабанчиков для стрельбы уже не требуется, или тактические барабанчики — когда поправки вводятся для каждого выстрела. Барабанчики ввода поправок нужны для корректировки точки попадания пули из-за смены условий стрельбы: перемещение сетки по вертикали позволяет настраивать прицел для стрельбы по целям на различном удалении. При перемещении прицельной сетки вниз ствол оружия как бы «приподнимается», пуля летит по более высокой траектории и наоборот. Перемещая прицельную сетку по горизонтали, можно компенсировать снос пули боковым ветром, внос боковых поправок также облегчает стрельбу с опережением по движущейся цели. На барабанах маховичков ввода поправок нанесена шкала, а их вращение происходит с фиксирующими щелчками. Это позволяет точно определить параметры регулировки и при необходимости вернуть настройки прицела в первоначальное положение «на слух», не отрывая глаз от наблюдения за целью. Вращение маховичка поправок на один щелчок приводит к сдвигу точки прицеливания и смещению прицельной сетки на определённый угол. Величина этого угла или сдвига точки прицеливания указывается в технических характеристиках прицела и часто указана прямо на самих барабанчиках ввода поправок. В отличие от прицелов с сеткой в фокальной плоскости объектива, в прицелах с прицельной сеткой в фокальной плоскости окуляра перемещение точки прицеливания происходит одновременно с перемещением оборачивающей системы и поэтому кажется, что сетка стоит на месте.
Подсветка прицельной сетки. Тонкие прицельные сетки могут быть плохо различимы в сумерках или на фоне растительности: для стрельбы при недостатке освещённости выпускают оптические прицелы с подсветкой. В качественных прицелах такого типа обязательно предусмотрена регулировка яркости, чтобы слишком ярко светящаяся сетка не заслоняла цель. Некоторые модели прицелов имеют двойную подсветку сетки, чаще всего красную и зелёную, что особенно удобно в глубокие сумерки. Иногда узел подсветки совмещают с узлом ввода поправок. В старых прицелах сетка выполнялась из нитей по принципу спирали лампы накаливания — такие элементы ещё совсем недавно можно было увидеть в кассовых аппаратах, табло на вокзалах и калькуляторах, где светились проволочные цифры. Проволочная сетка выглядит чёрной, когда выключено питание и оранжевой, когда питание включено. В современных прицелах установлен светодиод, который засвечивает либо изображение всей прицельной сетки целиком, или только её полупрозрачную центральную часть, иногда даже просто точку в перекрестье сетки.
Корпус прицела — изготавливается из прочных лёгких сплавов и объединяет все узлы прицела в единую конструкцию, которая должна обеспечивать высокую стойкость систем и механизмов прицела к воздействию ударных нагрузок, возникающих при стрельбе.
Светозащитная бленда или антибликовая насадка — дополнительное приспособление обычно в виде цилиндра или конуса из металла, пластмассы или твёрдой резины, надевается на переднюю часть корпуса оптического объектива для предотвращения попадания и последующего отражения от линз объектива прицела боковых (паразитных) лучей. Бленда обеспечивает маскировку месторасположения стрелка и очень чёткое изображение объектов прицеливания даже при ярком солнечном свете. Бленда обычно имеет ещё одну внутреннюю резьбу для крепления специальных светофильтров (например, тонких сотовых или щелевых бленд-насадок) для более эффективного отсечения бокового освещения.

## Особенности

### Увеличение
Оптические прицелы можно разделить на две основные группы:
- Прицелы с постоянной кратностью. Отличаются большой светосилой и потенциально дают более чёткое изображение. В их конструкции нет массивных подвижных элементов (за исключением линз и узла поправок прицельной сетки), их оптическая система состоит из меньшего количества линз, которые, как бы ни были совершенны, всё же поглощают свет. Прицелы с постоянной кратностью предпочтительнее, если точно известно, в каких условиях и на каких дистанциях стрельбы они будут использоваться.
- Прицелы с переменной кратностью (панкратические). Прицелы с переменной кратностью потенциально темнее, поэтому для их производства требуются более качественные линзы, но такие прицелы и более универсальны, поскольку позволяют изменять поле зрения, угол которого обратно пропорционален кратности: чем больше кратность, тем меньше поле зрения.

Если у прицела с переменной кратностью сетка находится в фокальной плоскости объектива, т. н. передней плоскости, FFP, то с ростом увеличения укрупняются видимые размеры и цели и прицельной сетки. У прицела с сеткой в фокальной плоскости окуляра, т. н. задней плоскости, SFP, при изменении кратности растёт только изображение цели, а видимые размеры прицельной сетки и толщина её нитей остаются неизменными.
Выбор кратности прицела зависит от того, на каком оружии для каких целей и в каких условиях предполагается его использовать: для спортивной стрельбы по мишеням в тире или для охоты, а также от её разновидности. Для стрельбы на небольших дистанциях — до 60 м — лучше использовать прицелы с небольшой кратностью (1,5 : 4-6х). Эти прицелы лёгкие, небольших размеров, позволяют вести уверенную стрельбу быстро, иногда даже навскидку, без тщательного прицеливания, возможно, с двумя открытыми глазами. Прицелы с кратностью больше 6х предназначены для стрельбы не спеша, хорошо выцеливая. Такие прицелы должны иметь качественную оптику — большую светосилу, высокое светопропускание оптической системы, высокое сумеречное число, большую контрастность изображения и точную работу механизмов поправок. И первые и вторые независимо от кратности могут иметь подсветку прицельной марки. Недостатком всех прицелов с большой кратностью увеличения является малое поле зрения, затрудняющее поиск цели на больших дистанциях и стрельбу вблизи по движущимся целям. Этого недостатка частично лишены панкратические прицелы — можно установить минимальную кратность, чтобы быстро прицеливаться с двумя открытыми глазами для стрельбы на малую дистанцию или по движущейся цели. По удобству применения это сравнимо с коллиматорными прицелами, при этом сохраняются все достоинства прицелов с большой кратностью увеличения.

### Параллакс
Оптическая система прицела устроена таким образом, что изображение удалённой цели проецируется объективом в плоскость, где расположена прицельная сетка. Параллаксом в прицелах называют несовпадение плоскости сформированного объективом изображения цели с плоскостью прицельной сетки. Это может быть как передняя фокальная плоскость (объектива, FFP), так и задняя фокальная плоскость (окуляра, SFP). Заметить параллакс нетрудно: ранние образцы прицелов имели прицельную сетку только в фокальной плоскости объектива и можно было заметить что при смещении глаза перпендикулярно оси прицела изображение цели как бы «плывёт» относительно центра сетки и прицельная точка «съезжает» с цели. Для точной стрельбы необходимо, но без навыка достаточно нелегко — уметь во время прицеливания быстро найти и удерживать нужное положении глаза в точности на оптической оси прицела.
В современных прицелах, где сетка расположена в задней фокальной плоскости (окуляра), при смещении глаза стрелка с оптической оси прицела заметного смещения прицельной сетки не происходит. Но, как это ни удивительно, параллакс в них тоже есть и увидеть его так же легко, вот только проявляется он совсем по-другому — размытостью прицельной сетки и невозможностью видеть одновременно и с одинаковой четкостью изображение цели и прицельной сетки, если цель находится не на бесконечно-удалённой дистанции (обычно в жизни имеет место стрельба на расстояния, несколько меньше бесконечности). Чтобы видеть одновременно изображение цели и прицельной сетки с одинаково высокой чёткостью на небесконечно удалённой (малой) дистанции, нужно вносить поправку в настройки оптической системы прицела для каждой конкретной дальности стрельбы, меняя межфокальное расстояние объектива и окуляра.
Для устранения параллакса в высококлассных прицелах имеется механизм фокусировки объектива, позволяющий поместить изображение от объектива точно в плоскость прицельной сетки. Обычно для этого перемещают всю систему линз объектива прицела или только внутреннюю его часть, расположенную ближе к сетке. Различают два вида типа отстройки параллакса — AO (Adjustable Objective) и SF (Side Focusing).
Первый тип (AO): кольцо отстройки параллакса расположено прямо на оправе объектива прицела (отсюда и название). На кольцо нанесена шкала, обозначающая дистанцию фокусировки, чаще в ярдах или метрах (редко). Параллакс устраняется настройкой объектива на нужное деление дистанции стрельбы. Этот способ более распространён ввиду его незатейливости и простоты реализации, а проще говоря — незначительного удорожания прицела с AO. Но дешевизна, как всегда, имеет и обратную сторону — невозможно крутить кольцо отстройки параллакса объектива, не меняя положения изготовки для стрельбы, что не всегда удобно.
Второй тип (SF): механизм отстройки параллакса размещён сбоку прицела, и его часто снабжают огромным штурвалом, служащим для удобства и плавности отстройки параллакса, не меняя изготовки и положения головы и тела стрелка при прицеливании.

### Достоинства
- изображение цели и прицельной сетки находится на одном расстоянии от глаза, что позволяет чётко их видеть и снижает утомляемость глаза;
- оптический прицел увеличивает размеры цели, что позволяет производить точное наведение оружия на удалённые и/или малоразмерные цели, особенно повышается удобство стрельбы по уязвимым местам;
- оптический прицел собирает большее количество света, чем глаз, что позволяет чётко видеть предметы при низкой освещённости. Некоторые прицелы дополнительно оснащены устройством подсветки прицельной сетки, что позволяет видеть её чётко на фоне тёмной цели;
- используя прицельную сетку, можно определить угловые размеры цели, что позволяет рассчитать расстояние до неё;
- с помощью оптического прицела можно нивелировать влияние легких дефектов зрения, в том числе близорукости, дальнозоркости и некоторых видов астигматизма[9], на точность стрельбы. Тем не менее, стрелкам с катарактой отказаться от очков при стрельбе не получится: им можно предложить только общие рекомендации по технике прицеливания и выбору подходящей оптики.

### Недостатки
- оптический прицел уменьшает поле зрения, что затрудняет обнаружение цели. При стрельбе с оптическим прицелом особенно усложняется ведение огня по движущейся мишени;
- дрожание рук и движение грудной клетки при дыхании могут существенно усложнить прицеливание;
- при стрельбе с использованием оптики стрелок часто закрывает один глаз, сосредоточиваясь на изображении цели. Это создаёт опасность для стрелка, потому что с закрытым глазом он не сумеет заметить противника, если тот появится сбоку, вне поля зрения оптического прицела (скажем, при выполнении противником патрульного обхода местности). Поэтому опытные стрелки уделяют много времени маскировке своей позиции и ведут прицеливание, держа открытыми оба глаза;
- на малых расстояниях (менее 20-30 м) прицел создаёт размытое изображение и появляется параллакс (при движении глаза относительно прицела прицельная сетка движется относительно изображения цели), что снижает точность прицеливания. Некоторые прицелы позволяют отрегулировать их для стрельбы на малых расстояниях;
- при стрельбе глаз должен находиться на определённом расстоянии от прицела (как правило, это расстояние находится в пределах 5-10 см), в противном случае возникают искажения, уменьшается поле зрения и возникает угроза травмирования глаза из-за отдачи оружия. Если прицел оснащён резиновым наглазником, то глаз необходимо размещать вплотную к нему.
- блеск линз способен демаскировать позицию снайпера.
- оптические прицелы легко могут быть обнаружены лазерными системами снайперского обнаружения.
- применение оптического прицела вынуждает снайпера держать голову на несколько сантиметров выше, что значительно повышает риск быть убитым.
- при использовании прицелов низкого качества снайпер может столкнуться с проблемой запотевания стекла и образования инея на линзах. Решается она задувкой тубуса сухим инертным газом (смесями азота, аргона и т. п.): желательно, чтобы процедура была проведена в заводских условиях.

## Прицельные сетки
Прицельная сетка представляет собой либо металлический трафарет (в простейшем случае — две пересекающиеся проволочки), либо стекло с нанесённым на него рисунком. Прицельная сетка размещается либо в первой (находится в середине прицела, изображение в ней перевёрнутое), либо во второй (находится в районе окуляра, изображение прямое) фокальной плоскости прицела.
Для наводки оружия на цель необходимо совместить изображение цели с изображением определённой части прицельной сетки (это может быть пенёк, перекрестье, уголок и т. д.). При пристрелке специальными маховичками перемещают сетку, совмещая её со средней точкой попадания.
Существуют различные прицельные сетки, удобные в различных ситуациях:

### Сетка «крест»
Позволяет с высокой точностью навести оружие на небольшую и/или удалённую неподвижную цель. Зная угловое расстояние от перекрестья до утолщения нитей, можно оценить угловые размеры цели. 

### Сетка «пенёк»
Позволяет быстро наводить оружие на цель. Зная промежуток между боковыми линиями, можно оценить угловые размеры цели.

### Сетка «ПСО-1»
Впервые была применена на советском оптическом прицеле ПСО-1, сейчас применяется на многих прицелах, в основном производства СНГ.
Сетка позволяет с высокой точностью навести оружие на небольшую и/или удалённую неподвижную цель и точно определить её угловые размеры. Имеет дополнительную дальнометрическую шкалу, которая позволяет быстро определить расстояние до стоящего в полный рост человека 1,7 м (есть версии, рассчитанные на иную высоту цели — 1,8 м). Дополнительные прицельные уголки позволяют стрелять на различные расстояния, не перенастраивая прицел.

Одно деление шкалы равно приблизительно 1/1000 радиана или просто одной «тысячной». Расстояние до предмета в единицах длины равняется его размеру в единицах длины, умноженному на 1000 и делённому на его угловой размер в тысячных. Например, если предмет имеет ширину 0,7 м и угловую ширину 4 тысячных, то расстояние до него 0,7⋅1000/4 = 175 м.

### Сетка «Mil-Dot»
Такая сетка также позволяет с высокой точностью навести оружие на небольшую и/или удалённую неподвижную цель и точно определить расстояние до цели. Угловое расстояние между точками на сетке — 1 мил. Угловые размеры самих точек, как правило, 0,25 мила, а угловое расстояние между краями соседних точек — 0,75 мила.